# Davorin Rudolf
Davorin Rudolf (Omiš, 1934. február 13.) horvát tudós és politikus, a Horvát Tudományos és Művészeti Akadémia, valamint a Művészeti és Tudományos Világakadémia rendes tagja, a béke nemzetközi közjogának egyetemi tanára és a jogtudományok doktora.

## Élete és pályafutása
Davorin Rudolf 1934-ben született Omišban. Édesapja szlovén, édesanyja pedig horvát származású, aki a hvari Vrboskában született. Középiskolai tanulmányait Splitben végezte, majd a Szarajevói Egyetem Jogi Karán szerzett jogi diplomát. A jogtudományok doktora címet már a Zágrábi Egyetemen szerezte. A Princetoni és a New York-i amerikai egyetemeken a nemzetközi és összehasonlító jogra szakosodott.

### Tudományos munkássága
Az alapítástól, 1960-tól 1990-ig dolgozott a Spliti Egyetem Állam- és Jogtudományi Karán, dékán és dékánhelyettes, a Nemzetközi Jogi Tanszék vezetője, a tengerjogi posztgraduális képzés egyik alapítója, egy időben pedig vezetője volt. Nevéhez fűződik az első posztgraduális tudományos tanulmány a tengerjogról és a nemzetközi tengerjogról a volt Jugoszláviában.
Tudományos és szakmai munkákat publikált a nemzetközi jog és a nemzetközi kapcsolatok témakörében, köztük az első átfogó horvát nyelvű Nemzetközi Tengerjogot (Međunarodno pravo mora, 1985), amelyet a Horvát Tudományos és Művészeti Akadémia adott ki, és az első nemzetközi tengerjogi enciklopédikus szótárat (Enciklopedijski rječnik međunarodnog prava mora, 1989; 2. módosított és kiegészített kiadás 2012) horvát, angol, francia, orosz és olasz nyelven. További jelentősebb művei „A nemzetközi tengerjog terminológiája” (Terminologiju međunarodnog prava mora, 1980), a „Paksaktivnost i neutralnost” (1978) című könyv, amelyben részletesen elemezte a háborús semlegességet, valamint Ausztria és Svájc állandó semlegességének státuszát, valamint a „Tengeri gazdasági övezet a nemzetközi jogban” (Morski gospodarski pojas u međunarodnom pravu, 1988) című könyv. Szerkesztője és társszerzője volt az „Epicontinental zone” (1978) című könyvnek, szerkesztője és egyik fordítója az ENSZ Tengerjogi Egyezménye (1982) terjedelmes szövegének. A nemzetközi jog és a nemzetközi kapcsolatok problémáiról tartott előadásokat nemzetközi találkozókon Manilában, Újdelhiben, Uppsalában, New Yorkban, Nápolyban, Triesztben, Rómában, Helsinkiben és Stockholmban, tanított a dubrovniki Külföldi Hallgatók Egyetemközi Központjában, nemzetközi posztgraduális képzést tartott jogi és nemzetközi kapcsolatok tárgyában Zágrábban, Belgrádban és Szkopjéban.
A Princetoni és a New York-i amerikai egyetemeken a nemzetközi jogra szakosodott. Újságíróként is dolgozott (1950-től 1961-ig megszakításokkal). A spliti „Peristil” című irodalmi folyóirat (1951) főszerkesztője volt. A magazin megjelenése az első szám után leállt, mert pusztító politikai kritikának volt kitéve liberális „nyugati eszméi” miatt. A HAZU spliti Tudományos és Művészeti Intézete „Adrias” című tudományos folyóiratának főszerkesztője, valamint a HAZU Adria Intézetének „Uporedno pomorsko pravo - Comparative Maritime Law” című tudományos folyóiratának főszerkesztője volt. Davorin Rudolf független értelmiségi, tudós és politikus, aki folyamatosan tevékenykedik Horvátország politikai és közéletében. Az elmúlt években is számos cikket, interjút közölt hazai és külföldi heti- és napilapokban.

### Politikusi tevékenysége
1990-ben kinevezték a Horvát Köztársaság kormányának első tengerészeti miniszterévé (a demokratikus választások után, az első három horvát kormány minisztere volt), 1991 közepén pedig külügyminiszter lett. A külügyminiszteri feladatok ellátása során a Horvát Köztársaság Legfelsőbb Államtanácsának tagja volt. Az UNESCO Nemzeti Bizottságának elnöke, 1991 és 1993 között a Határok Állami Bizottságának elnöke volt. 1993 októberében kinevezték az Olasz Köztársaságba, Máltára, Ciprusra és San Marinóba nagykövetnek, majd a Horvát Köztársaság állandó képviselőjének az ENSZ FAO szervezeténél és az ENSZ befektetési szervezeténél, az IFAD-nál. Hét évet töltött ezekben a pozíciókban. A horvát függetlenségi háború idején hozzájárult a fegyveres konfliktusok elfojtásához, elkerüléséhez és megszüntetéséhez, valamint a Jugoszláv Néphadsereg egységeinek békés kivonásához a horvát tengerpart mentén fekvő városokból és haditengerészeti bázisokról. Žitnićben (1991. november 21.), Splitben (1991. december 3.) és Cavtatban (két másik horvát miniszterrel együtt 1991. december 7-én) tárgyalt és a horvát kormány nevében szerződéseket kötött a Jugoszláv Néphadsereg (JNA) törzsének képviselőivel az ellenségeskedés beszüntetéséről, valamint a katonai egységek és a haditengerészet hajóinak a Horvát Köztársaság tengerparti és szigeti területeiről (a Savudriai-öböltől a montenegrói határig) való távozásáról. A háború alatt a Horvát Köztársaság kormányának minisztereként folytatott megbeszéléseit és tárgyalásait, valamint a háborúból való emlékeit „Rat koji nismo htjeli” (A háború, amit nem akartunk, Globus, Zagreb, 1999.) című könyvében tette közzé.

### Kulturális tevékenysége és elismerései
1968-tól 1971-ig a spliti közgyűlés Oktatási és Kulturális Tanácsának elnöke, valamint a Split-Zágráb autópálya építésével foglalkozó különbizottság tagja (1968-1971) volt. Közreműködött a spliti Horvát Régészeti Műemlékek Múzeumának felépítésében (a múzeum tanácsának elnöke volt) és a spliti Horvát Nemzeti Színház épületének helyreállításában (1971-es tűzvész után). A Horvát Tudományos és Művészeti Akadémia Béke és Emberi Jogok Tudományos Tanácsának elnöke, a Horvát Harmónia Fórumának, a párbeszédet, a toleranciát és az összetartozást elősegítő országos civil egyesület elnöke, az intézet vezetője. A HAZU spliti tudományos és művészeti intézetének, valamint a Spliti Irodalmi Kör igazgatósági tagja és a Horvát Köztársaság külügyminiszterének személyes tanácsadója. A Spliti Egyetem Jogi Kara tengerjogi posztgraduális képzésén a nemzetközi kapcsolatok tudományának oktatója. Dubrovnik-Neretva megye díszpolgára. Az oklevelet 1997. május 12-én adták át neki „a hála és elismerés kifejezéseként az önzetlen segítségért és bátorításért a horvát déli területek legkegyetlenebb katonai támadása nehéz pillanataiban” (Dubrovnik brutális ágyúzása 1991. december 6-án volt). Olasz városok, San Felice del Molise (1999. szeptember 30.), Montemitro (2000. március 4.) és Acquaviva Collecroce (1999. szeptember 25.) díszpolgára. 1990-ben a Split város díjait odaítélő bizottság éves díjat adományozott neki a tudományos munkáért. A kitüntetés átvételét nyilvánosan megtagadta, mert átvételét nem tartotta illendőnek, mivel a Horvát Köztársaság kormányában miniszteri posztot töltött be. 2005-ben Split városa - alapításának 1700. évfordulója alkalmából - életműdíjjal tüntette ki.

## Fordítás
Ez a szócikk részben vagy egészben  a   Davorin Rudolf című horvát Wikipédia-szócikk ezen változatának fordításán alapul.  Az eredeti cikk szerkesztőit annak laptörténete sorolja fel. Ez a jelzés csupán a megfogalmazás eredetét és a szerzői jogokat jelzi, nem szolgál a cikkben szereplő információk forrásmegjelöléseként.